# Авторський нагляд
А́вторський на́гляд — контроль (нагляд) авторів винаходу чи проекту (креслення, ескізу) за відповідністю створюваного проекту (споруди, будови) художнім замислам і технічним параметрам, передбаченим і зафіксованим у проекті. Авторський нагляд поширений в архітектурі, дизайні, при обладнанні виробництва і т. п.

## Загальні положення
Авторський нагляд являє собою сукупність дій, здійснюваних візуально і документально і спрямованих на визначення відповідності містобудівних, архітектурно-планувальних, художніх, технічних, технологічних та природоохоронних рішень та дій, що здійснюються підрядником в процесі зведення об'єкта будівництва, прийнятим рішенням в робочому проекті об'єкта будівництва і зафіксованим в документації. Авторський нагляд здійснюється архітектором — автором проекту об'єкта архітектури, іншими розробниками затвердженого проекту або уповноваженими ними особами.

## Законодавче регулювання
Авторський нагляд в Україні регулюється Законом України "Про архітектурну діяльність" та постановою Кабінету Міністрів України від 11 липня 2007 р. N 903 "Про авторський та технічний нагляд під час будівництва об'єкта архітектури".